# 外様大名
外様大名（とざまだいみょう）とは、大名の出自による分類の一つ。当初から徳川家に臣従していた譜代大名に対して、織田政権から豊臣政権にかけて織田家・豊臣家に臣従した後、関ヶ原の戦い前後に新しく徳川家の支配体系に組み込まれた大名を指す。また、徳川家と同族である親藩の大名を別の分類とすることもある。

## 概要
「外様」は、もともとは主家と緩い主従関係を持った家臣を指す語で、すでに室町時代に用例が見られるものである。外様大名は主家の家政にはかかわらず、軍事動員などにだけ応じる場合が多かった。またこの外様の家臣は主家滅亡時に主家から離反しても非難されることはなかった。
外様大名には大領を治める大名も多い。譜代大名は元は豊臣政権下のいち大名に過ぎなかった徳川家のさらに家臣という立場だったのに対し、外様大名は元は豊臣政権下において徳川と肩を並べる大名家だったからである。基本的に江戸を中心とする関東や京・大坂・東海道沿いなどの戦略的な要地の近くには置かれなかった。これは関ヶ原の戦いで東軍についた大名については、恩賞として加増が行われた際に、要地を治める大名は僻地へと転封されたからである。僻地へと転封する代償として多大な加増が行われた事も、外様大名に大領を治める者が多い傾向に拍車をかけた。それゆえに幕府に警戒され、江戸初期には些細な不備を咎められ改易される大名も多かった。 
外様大名は一般に老中などの幕閣の要職には就けないとされていたが、対馬藩の宗家は伝統的に朝鮮との外交に重きを成し、また江戸後期になると松前家のように要職へ就く外様大名も現れた。また、同じ外様大名でも比較的早い時期から徳川家に臣従した池田家・黒田家・細川家・藤堂家・蜂須賀家などと関ヶ原の戦い後に臣従した毛利家・島津家・上杉家・佐竹家などでは扱いが違ったとの説もある。
なお、血縁関係や功績などにより譜代に準ずる扱いを受けている外様大名について、便宜的に「準譜代大名」（願譜代）と呼ぶこともある。松平の名字を授与されることもあった。また、外様大名の分家・別家で1万石以下の旗本から累進して諸侯になった場合、菊間縁頬の詰席を与えられ、譜代大名として扱われた。

## 主な外様大名
- 前田家（加賀藩）
- 島津家（薩摩藩）
- 伊達家（仙台藩、宇和島藩）
- 毛利家（長州藩）
- 山内家（土佐藩）
- 藤堂家（津藩、今治藩）
- 浅野家（広島藩、赤穂藩）
- 上杉家（米沢藩）
- 佐竹家（秋田藩）
- 細川家（肥後藩、中津藩、小倉藩）
- 池田家（岡山藩、鳥取藩、姫路藩）
- 鍋島家（佐賀藩）
- 黒田家（福岡藩、秋月藩、直方藩）
- 森家（津山藩、赤穂藩、西江原藩、三日月藩）
- 津軽家（弘前藩、黒石藩）
- 松前家（松前藩）
- 蜂須賀家（徳島藩）
- 関家（新見藩）
- 仙石家（出石藩、上田藩）
- 小出家（岸和田藩、園部藩、出石藩）
- 京極家（豊岡藩、丸亀藩、龍野藩、多度津藩）
- 福島家（広島藩、高井野藩、宇陀松山藩）
- 加藤家（肥後藩、伊予大洲藩、水口藩）
- 伊東家（飫肥藩、岡田藩）
- 有馬家（久留米藩）
- 南部家（盛岡藩）
- 亀井家（津和野藩）
- 杉原家（豊岡藩）
- 真田家（上田藩）
- 松浦家（平戸藩）
- 大村家（大村藩）
- 宗家（対馬藩）
- 相良家（人吉藩）
- 相馬家（相馬中村藩）
- 北条家（狭山藩、岩富藩）
- 織田家（柏原藩、天童藩、芝村藩、柳本藩）